# Surrender (band)
Surrender is een Zeeuwse dialectrockband. De band bestaat uit Johan van de Swaluw (zang, gitaar), Alex van der Linde (gitaar), Willy Berrevoets (drumstel) en Jeroen Mol (bassist). Ze komen uit de Zak van Zuid-Beveland.

## Geschiedenis
De band werd in 1980 als Engelstalige coverband opgericht en ging begin jaren negentig volledig op de streektaal over, waarna hun populariteit snel toenam. In 1992 bracht de band zijn eerste cd uit. De bezetting was indertijd een 3-mansformatie met Johan van de Swaluw op bas/zang, drums Fons van Swaal en gitaar Kees Wondergem. Vanaf die tijd trokken ze overal in Zeeland volle zalen en tenten en gaven ze optredens die, zowel naar muziek als naar sfeer, sterk aan Normaal doen denken. Tot 1996 speelde de band in een stijl die sterk aan de bluesrock refereerde. Daarna gingen de nummers de "tex-mex"-richting op welke resulteerde in een naamsverandering en samenstelling van de band met een toetsenist/accordeonist. Een daaropvolgende poging de naam de veranderen in N8werk, van 1998 tot 2000, mislukte omdat de naam Surrender te zeer ingeburgerd was. Op dat moment vond er een ingrijpende bezettingswisseling plaats door het feit dat de originele drummer Fons van Swaal afscheid nam. Vanaf 2000 kwamen drummer Henry de Bruin en gitarist René Koole de band versterken die er toe hebben bijgedragen dat de muziek weer zeer "Southern rock" georiënteerd werd. Dit resulteerde in de albums "Zeeuwse klei", Live in Westkapelle, en "Zeeuws Miss Je". In 2011 verliet René Koole de band en werd opgevolgd door Dave Vreeke. De muzikale richting ging op dat moment weer terug naar de "roots rock-'n-roll" wat de band nog steeds speelt met sterke AC/DC invloeden met rechttoe rechtaan gitaren. Een leuk detail is dat de naam Surrender een ludieke vertaling is van overgeven, ofwel braken. De band is nog steeds actief en ieder jaar spelen ze nog op het door henzelf ooit geïnitieerde muziekfestival "Surrenderhrieps" hetgeen eind april/begin mei plaatsvindt in het Walcherse dorp Grijpskerke. Dit is uitgegroeid tot een van de meest aansprekende en drukbezochte festivals die de provincie Zeeland rijk is.

## Split en Surrender 2.0
In juli 2015 ontstond er een breuk tussen Johan van de Swaluw enerzijds en Kees Wondergem, Dave Vreeke en Henry de Bruin anderzijds waarna Johan als eigenaar van merknaam Surrender vers bloed zocht, en vond, in Driek Stevens (ROLR, Kam je Haar), Willy Berrevoets (Nuff Said en eigenaar van Avalanche Studio in Oost Souburg) en enige Zeeuws-Vlaming in de band J-P van Haestregt (Paralysis, Ynfamia). In deze bezetting werd na 3 keer oefenen een volledige set gebracht in het Middelburgse `t Schuttershof op 30 oktober 2015 op de Hrieps 2016 PreParty.
In het najaar van 2016 is Surrender de studio van drummer Willy Berrevoets ingedoken om een nieuw album op te nemen. Dit album, VolderOp, verscheen in december 2017 in eigen beheer en werd ook door de oude fanbase erg goed ontvangen.
In het najaar van 2018 maakte J-P van Haestregt bekend dat hij om gezondheidsredenen zou stoppen als bassist. Op 2 november speelde hij zijn afscheidsconcert tijdens de Hrieps 2019 Preparty in het Schuttershof in Middelburg. Als vervanger werd Jeroen Mol bij de band gehaald. In de nieuwe samenstelling dook de band direct na het Schuttershof-optreden de studio in om hun eerste schijf in een nieuw jasje te gieten! Dit album is op 11 mei 2019 uitgekomen met als titel Oans bin de Zeeuwen (25 jaer later).
In november 2019 nam Driek Stevens afscheid als gitarist en is Alex van der Linde (Over the Edge) toegetreden als gitarist.

## Discografie
- Oans bin de Zeeuwen, 1992
- De stikken d'r of, 1995
- Bie heweld, 1997
- Leve (als "N8werk"), 1999[bron?]
- Zeeuwse klei, 2001
- Live in Weskapl, 2002
- Surrender op Hrieps, 2004
- Zeeuws Miss Je, 2009
- VolderOp, 2017
- Ons Bin de Zeeuwen 2.0, voorjaar 2019